# Tennis Masters Cup 2008

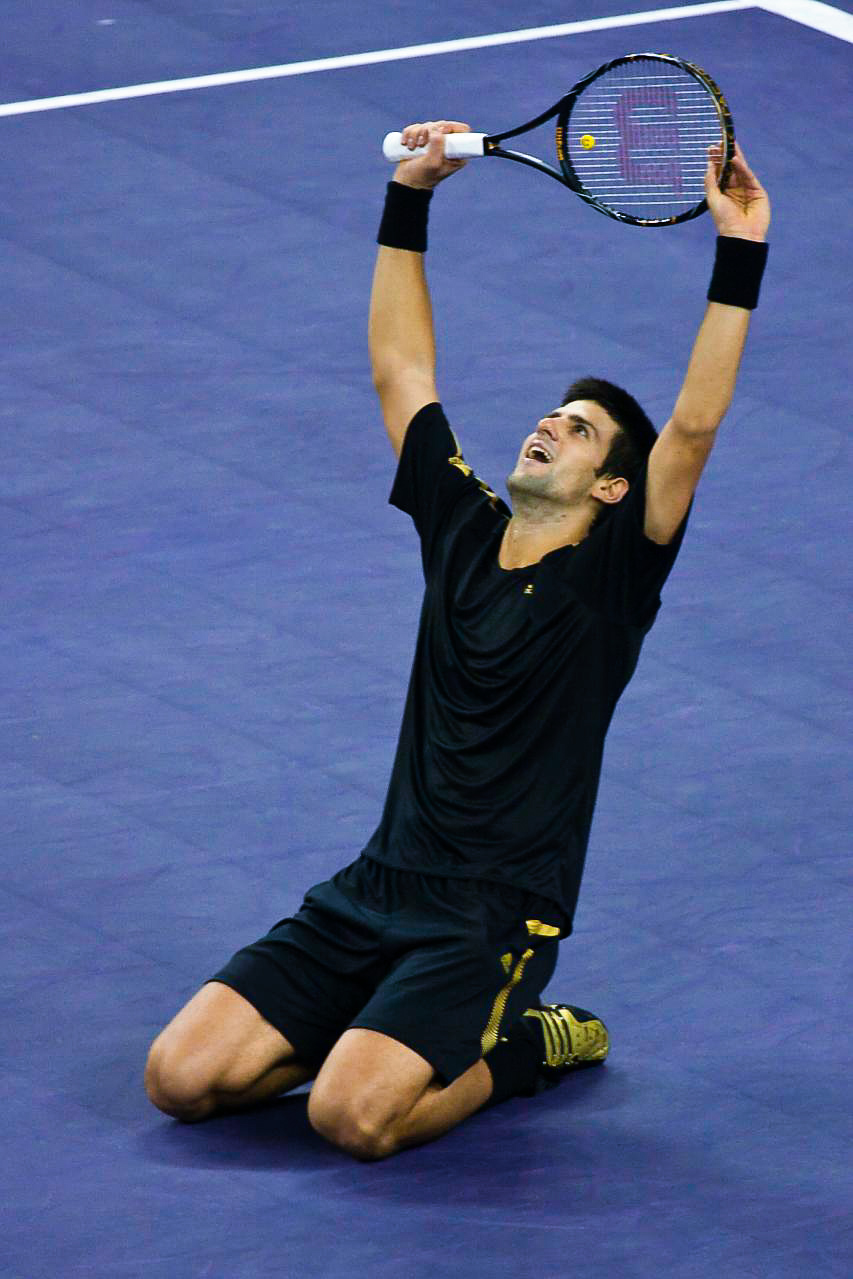
Novak Đoković tijdens de finale

De Tennis Masters Cup in 2008 werd van 9 tot en met 16 november 2008 gespeeld in de Chinese stad Shanghai. Het officieuze wereldkampioenschap, dat door de ATP werd georganiseerd, vond voor de derde maal op rij in China plaats. De deelnemers werden bepaald aan de hand van de eindejaarsranglijst, die werd opgemaakt na het ATP-toernooi van Parijs.
De Serviër Novak Đoković won het enkelspeltoernooi en de Canadees Daniel Nestor (ook winnaar in 2007) won samen met de Serviër Nenad Zimonjić het dubbelspel.

## Winnaars

### Enkelspel
Novak Đoković versloeg in de finale  Nikolaj Davydenko met 6-1, 7-5

### Dubbelspel
Daniel Nestor /  Nenad Zimonjić versloegen in de finale  Bob Bryan /  Mike Bryan met 7-6, 6-2

## Deelnemers

### Enkelspel
| #  | Rang | Speler                | Nationaliteit       | Prestatie      |
| -- | ---- | --------------------- | ------------------- | -------------- |
| 1. | 1    | Rafael Nadal          | Spanje              | teruggetrokken |
| 2. | 2    | Roger Federer         | Zwitserland         | Round Robin    |
| 3. | 3    | Novak Đoković         | Servië              | Winnaar        |
| 4. | 4    | Andy Murray           | Verenigd Koninkrijk | Halve finale   |
| 5. | 5    | Nikolaj Davydenko     | Rusland             | Runner-up      |
| 6. | 6    | Andy Roddick          | Verenigde Staten    | Round Robin    |
| 7. | 7    | Juan Martín del Potro | Argentinië          | Round Robin    |
| 8. | 8    | Jo-Wilfried Tsonga    | Frankrijk           | Round Robin    |
| 9. | 9    | Gilles Simon          | Frankrijk           | Halve finale   |

### Dubbelspel
| #  | Rang | Spelers                                | Nationaliteit     | Prestatie      |
| -- | ---- | -------------------------------------- | ----------------- | -------------- |
| 1. | 1    | Bob Bryan / Mike Bryan                 | Verenigde Staten  | Runners-up     |
| 2. | 2    | Daniel Nestor / Nenad Zimonjić         | Canada / Servië   | Winnaars       |
| 3. | 3    | Mahesh Bhupathi / Mark Knowles         | India / Bahama's  | Round Robin    |
| 4. | 4    | Jonathan Erlich / Andy Ram             | Israël            | teruggetrokken |
| 5. | 5    | Jonas Björkman / Kevin Ullyett         | Zweden / Zimbabwe | Round Robin    |
| 6. | 6    | Lukáš Dlouhý / Leander Paes            | Tsjechië / India  | Round Robin    |
| 7. | 7    | Jeff Coetzee / Wesley Moodie           | Zuid-Afrika       | Round Robin    |
| 8. | 13*  | Pablo Cuevas / Luis Horna              | Uruguay / Peru    | Halve finale   |
| 9. | 8    | Mariusz Fyrstenberg / Marcin Matkowski | Polen             | Halve finale   |

* Cuevas en Horna zijn gekwalificeerd door hun zege op Roland Garros